# لوكاس كامبوس
لوكاس كامبوس (30 أكتوبر 1997 في البرازيل - ) هو لاعب كرة قدم برازيلي في مركز الهجوم. لعب مع بوتافوغو ريغاتاس.

## وصلات خارجية
- لوكاس كامبوس على موقع قاعدة بيانات كرة القدم.إي يو (الإنجليزية)
- لوكاس كامبوس على موقع Soccerway.com (الإنجليزية)